# Stenetrium armatum
Stenetrium armatum is een pissebed uit de familie Stenetriidae. De wetenschappelijke naam van de soort is voor het eerst geldig gepubliceerd in 1881 door William Aitcheson Haswell.